# امیل کول
امیل کول (به فرانسوی: Émile Cohl) (۱۸۷۵-۱۹۳۸): پدر نقاشی متحرک مدرن
ابداع کننده فیلمبرداری سکون و حرکت در نقاشی
بنیان گذار حقه های سینمایی در فیلم های نقاشی.
او در کمپانی فیلم سازی گومون فرانسه کار می کرد.
انیماتور و سینماگر فرانسوی و پیشگام انیمیشن فرانسه و آمریکا بود.
آثار کول که بیش از یکصد اثر تخمین زده می‌شود دارای سطحی بالا از نظر کیفی هستند. او در سال ۱۹۱۳ یک فیلم عروسکی زیبا به نام چوب کبریت‌های سحرآمیز ساخت که از آثار اولیه فیلم عروسکی محسوب می‌شود. از دیگر آثار او درام در میان عروسک‌ها (۱۹۰۸) بارون کراک (۱۹۱۳) و ماجراهای یک برگ (۱۹۱۲-۱۴) را می‌توان نام برد که در آمریکا تهیه کرد.